# روسی ایمز
روسی ایمز (انگلیسی: Rossi Eames؛ زادهٔ ۲۷ ژانویهٔ ۱۹۸۵) بازیکن فوتبال است.
از باشگاه‌هایی که در آن بازی کرده‌است می‌توان به باشگاه فوتبال چشام یونایتد اشاره کرد.